# Tinh vân Omega
Tinh vân Omega, còn gọi là tinh vân Thiên Nga, tinh vân Móng Ngựa, Messier 17 hay M17 và NGC 6618, là một vùng H II trong chòm sao Nhân Mã (Sagittarius). Nó được Philippe Loys de Chéseaux phát hiện năm 1745. Charles Messier lập danh lục năm 1764. Nó nằm trong vùng nhiều sao của khu vực Nhân Mã trong dải Ngân Hà.
Tinh vân Omega nằm cách Trái Đất khoảng 5.000 tới 6.000 năm ánh sáng và trải rộng khoảng 15 năm ánh sáng. Đám mây của vật chất liên sao trong đó có chứa tinh vân này có đường kính khoảng 40 năm ánh sáng. Tổng khối lượng của tinh vân Omega ước khoảng 800 khối lượng Mặt Trời.
Một cụm sao phân tán gồm 35 sao nằm trong phần mây mù và làm cho các khí của tinh vân tỏa sáng do bức xạ từ các ngôi sao trẻ và nóng này.

## Nghiên cứu ban đầu
Ý định đầu tiên nhằm vẽ ra chính xác tinh vân (như một phần của loạt các phác họa về các tinh vân) đã được John Herschel thực hiện năm 1833 và công bố năm 1836. Ông miêu tả tinh vân này như là chữ cái Hy Lạp omega (Ω) hoa, hơi bị biến dạng và có độ sáng không đều.
Phác họa thứ hai và chi tiết hơn được thực hiện trong chuyến đi tới Nam Phi năm 1837 của ông. Tinh vân này cũng được Johann von Lamont và người khi đó còn là sinh viên tại Học viện Yale là Mason nghiên cứu tách biệt, bắt đầu từ khoảng năm 1836. Khi Herschel công bố phác thảo năm 1837 của mình, ông đã viết về nó như một cung hình móng ngựa lớn và khuếch tán mây ở đầu phía tây của cung này tạo thành góc phía tây và đường cơ sở của chữ cái Hy Lạp omega (Ω) hoa.
Các phác thảo cũng được William Lassell vẽ ra năm 1862 sử dụng kính viễn vọng 4 chân của ông tại Malta và được M. Trouvelot từ Cambridge, Massachusetts và Edward Singleton Holden vẽ ra năm 1875, sử dụng kính nhìn xa khúc xạ Clark 26 inch tại Đài thiên văn Hải quân Hoa Kỳ.